# Gennadi Sarafanov
Gennadi Vasilijevitsj Sarafanov (Russisch: Геннадий Васильевич Сарафанов) (district Saratovski, 1 januari 1942 – Moskou, 29 september 2005) was een Russisch ruimtevaarder. Sarafanov’s eerste en enige ruimtevlucht was Sojoez 15 en begon op 26 augustus 1974. Doel van deze vlucht was een koppeling uit te voeren met het Russische ruimtestation Saljoet 3.
Sarafanov werd in 1965 geselecteerd als astronaut en in 1986 ging hij als astronaut met pensioen. Hij ontving meerdere onderscheidingen en titels, waaronder Held van de Sovjet-Unie.